# Stazione di Fontanelle di Boves
La stazione di Fontanelle di Boves era una fermata ferroviaria posta sulla linea Cuneo-Boves-Borgo San Dalmazzo. Serviva il centro abitato di Fontanelle, frazione del comune di Boves.

## Storia
La fermata di Fontanelle di Boves venne attivata nel 1942.